# Bitka kod Pantina
Bitka kod Pantina odigrala se u jesen 1168. godine između Stefana Nemanje i njegovog brata Tihomira. Nakon ove bitke, Stefan Nemanja je postao zakoniti vladar Raške države.

## Pozadina
Župana Desu je 1165. godine kod Niša napao i zarobio vizantijski car Manojlo I Komnin zbog sarađivanja sa Ugarskom i odveo ga u Carigrad. Na presto u Raškoj postavio je najstarijeg sina Zavide, Tihomira Zavidovića.
Sa druge strane Stefan Nemanja je prolazio kroz različite faze odnosa prema Carigradu, nalazeći se u jazu između Zapada i Vizantije. Dobivši na upravu kao udeoni knez rubne delove države, isturene prema Vizantiji, Nemanja je bio primećen od strane vasilevsa Manojla, koji ga je nagradio oblašću Dubočicom, ali i „carskim sanom“ – najverovatnije nekom dvorskom titulom. Time je, gotovo na samom početku svog upravljanja, Namanja bio uključen u vizantijski hijerarhijski poredak. Tako je Nemanja postao vizantijski vazal, „potčinjen ne samo srpskom velikom županu već istovremeno i pre svega vizantijskom vasilevsu“
Ovo je verovatno dodatno ozlojedilo braću i nagnalo Tihomir da uhvate i zatvore Nemanju. On se tog zatočeništva oslobodio i krenuo u rat protiv braće kojima su pomogle strane trupe, ali i Vizantinci. U bici kod Pantina na Kosovu polju 1168. godine porazio je združene snage i vizantijski odred pod komandom Teodora Padijata, koje je Manojlo Komnin poslao Tihomiru za borbu protiv brata. U njegovoj četi bilo je i Grka, i Franaka i Turaka.
Ova bitka ga je učvrstila Nemanju na velikožupanskom prestolu, ali su sukobi sa Vizantijom nastavljeni.

## Bitka
Do bitke je došlo na Kosovu kod mesta Pantina nedaleko od Zvečana. Nemanjine snage strahovito su potukle Tihomirovu vojsku. Sam Tihomir je poginuo prilikom povlačenja. Udavio se u Sitnici. Tihomirovo davljenje u reci je u to vreme poređeno od strane Nemanjinih sledbenika sa davljenja slična onima u bitkama kod Milvijskog mosta, i na Crvenom moru. Sva tri poražena vladara su se utopila u vodi, i zato Nemanja posle bitke pored Svetog Đorđa zahvaljuje i Svetom Nikoli u čijoj su vlasti vode, pa i Sitnica.
Time je Nemanja gradio spostveni kult, poredići se sa Kostantinom Velikim i Mojsijem, a Nemanja je povezivan i sa Davidom, kako kod Prvovenčanog tako i kod Svetog Save.

## Opis bitke u žitiju Svetog Simeona
Stefan Prvovenčanim opisao je bitku u žitiju Svetog Simeona. „I sajmovisi Grčke vojnike, Fruge i Turke i druge narode podjoše na Svetoga i udjoše u otačestvo njegovo na mestu zvano Pantin. A on podigavši oči i ruke svoje k nebu vapijaše ka Vladici svojemu iz srca ka strastotrpcu Hristvu Djordju „Sudi Gospode onima koji me napadaju i usprotivi se onima koji se ne bore sa mnom. Uzmi oružije i štiti i stani na pomoć meni. Zatvori put onima koji me gone. Recu duši mojoj „Spasenje ja sam tvoje.”” I uze znamenje životovornoga krsta i koplje dano mu od Vladike i idjaše slobodno nasuprot mnogim narodima.
A kad beše blizu grada Zvečani kod crkve Svetog Djordja izabra jednog od pravovernih svojih jereja posla ga da tvori molitvu. A kad ovaj zaspa od truda dodje sveti pomoćnik i prezviteru se javi u vojničkom odelu. Jerej ga pitaše „Ko si ti Gospodine.” A on reče „Ja sam sluga Hristov Djordje koji ide na pomoć gospodinu tvome da pobedim i neprijatelje njegove.” Sutradan odmah stekoše se na bitku snaznu i silnu. Božijom pomoću i preslavnog velikomučenika Djordja pobedi neprijatelje svoje inoplemene narode i padoše od oružija svi i nestade im traga sa zemlje. Učiniv bitku tu jedan od njegove brace utopi se u vodi...”

## Posledice
Posle bitke kod Pantina, Nemanja je izbegao vizantijsko mešanje i nametnuo se svojoj braći kao veliki župan. Oni su ga prihvatili, a za uzvrat su dobili teritorije na kojima su do tada vladali.
| „ | Nemanja je preko bitke kod Pantina, pored Konstantina, bio povezivan i sa Davidom i Mojsijem. Stefan kaže da je Nemanja pobedio „neprijatelje svoje kao Mojsije Amalika, krst Hristov neoslabno noseći pred očima i njime pobedu odnoseći nad neprijateljskim varvarima“ | ” |

## Značaj
Ova pobeda, osim što je omogućila Nemanji da uspostavi vlast, svojom simbolikom je svakako doprinela i nastanku tradicije „svetorodne dinastije“ odnosno „dinastije svetog korena“. Na njenom čelu se našao Nemanja, odnosno Sveti Simeon. Kasnije će mu se pridružiti i drugi vladari iz ove dinastije.
| „ | Oreol svetosti koji je okruživao pojedine članove i čitavu dinastiju doprineo je da u okviru opšte hrišćanske tradicije nastane srpska hrišćanska tradicija. To je omogućilo da srpski narod uključi u opštu istoriju spasenja. Njeni koreni vode poreklo od Stefana Nemanje i bitke kod Pantina. Vizantija je samo posrednik između Srbije i hrišćanskih korena. | ” |

## Zanimljivosti
Bitka je ekranizovana u pilot epizodi serije Nemanjići Rađanje kraljevine. U bici je prikazano kako je Srpska vojska nosile krljušt oklope, sastavljene od braon kožnih kockica i braon odeću, dok je Vizantijska vojska nosila verežnjače i crvenu odeću, sa braon kožnom trakom oko grudi. Obe vojske su nosile šlemove.